# Otiothops giralunas
Otiothops giralunas is een spinnensoort uit de familie Palpimanidae. De soort komt voor in Guyana.